# Salavat
Salavat (ruski: Салават) je grad na jugu Baškirije, republike u Rusiji. Nalazi se na lijevoj obali rijeke Belaje (Agidelja), 178 km od glavnog grada republike, Ufe.
Ime nosi u čast baškirskog narodnog junaka Salavata Julajeva.
Broj stanovnika: 155.596 (2010.)
Osnovan je 1948. godine u svezi s početkom izgradnje petrokemijskog kombinata. Od 1949. ima status radničkog naselja, a 1954. godine stječe status grada.
Vremenska zona: Ekaterinburško vrijeme (UTC+5).

## Vanjske poveznice
|  | Zajednički poslužitelj ima još gradiva o temi Salavat |

- Službena stranica  Arhivirana inačica izvorne stranice od 17. kolovoza 2011. (Wayback Machine) (rus.)